# Lijst De Lille
La Lijst De Lille est un ancien parti politique belge.
Elle obtient un député à la Chambre des représentants durant les élections législatives du 26 mai 1928.